# Момджян, Карен Хачикович
Каре́н Ха́чикович Момджя́н (21 сентября 1948, Ереван — 9 июня 2025, Москва) — советский и российский философ

, специалист по социальной философии и философии истории. Доктор философских наук, профессор. Заслуженный профессор МГУ (2006).

## Биография
Сын философа Х. Н. Момджяна. В 1971 году окончил философский факультет МГУ имени М. В. Ломоносова, в 1974 аспирантуру там же. Защитил кандидатскую диссертацию «Теория социокультурных суперсистем в социологической концепции П. Сорокина».
В 1988 году защитил докторскую диссертацию «Концептуальная природа исторического материализма».
С 1974 года преподавал на философском факультете МГУ. С 1989 года заведовал кафедрой социальной философии, с 2014 — кафедрой социальной философии и философии истории.
Область научных интересов: социальная философия, общая социология, методологические проблемы обществознания. Автор 13 книг и 58 научных статей. Подготовил 12 кандидатов наук.
Умер 9 июня 2025 года в возрасте 76 лет.